# Nepherites I
Koning Nepherites I was een Farao in het Oude Egypte. Hij was de grondlegger van de 29e dynastie.
Hij regeerde van 399 v.Chr. tot 393 v.Chr.

## Biografie
Nepheritus I werd in Mendes geboren.
In de herfst van 399 v.Chr. greep Nepheritus I de macht door zijn voorganger Amyrtaeus gevangen te laten zetten en vervolgens te laten doden.
Na zijn dood werd Nepherites I in Mendes begraven.

## Titulatuur
Nepherites I werd met verschillende namen aangeduid:
- Eigennaam, Hij die moedige daden heeft verricht.
- Troonnaam, Ziel van Ra, geliefd door de goden.
- Goudennaam, Door de goden uitverkoren.
- Horusnaam, Hij met het grote verstand.

## Trivia
- Wellicht stamt Nectanebo I, de stichter van de 30e dynastie af van Nepheritus I.